# 中谷貴之
中谷 貴之（なかたに たかゆき、1968年8月16日 - ）は、岡山県出身の経営コンサルタント。 船井総研ホールディングス 代表取締役社長。

## 経歴
関西大学文学部教育学科卒業後、1991年に船井総合研究所（現・船井総研ホールディングス）に入社。2014年に取締役執行役員に就任以降、コンサルティング部門の責任者として、コンサルティングサービス全体の品質向上を主導した。2016年3月、株式会社船井総合研究所代表取締役社長に就任。2020年株式会社船井総研ホールディングス取締役専務執行役員。2021年同代表取締役社長。